# Get it Off
Get it Off (även känd under det felaktiga namnet Set it Off) är en R&B/Hiphop-sång av den amerikanska sångerskan Monica, skriven av Craig Brockman, Missy Elliott, Herbert Jordan och Steve Standard samt producerad av Elliott och DJ Scratch för sångerskans fjärde studioalbum After the Storm (2003). Sången gavs ut som skivans andra singel på en dubbel A-sida med "Knock, Knock". 
"Get it Off" presterade avsevärt sämre än "Knock, Knock" och sången tog sig aldrig in på USA:s Billboard Hot 100. Trots detta steg singeln till en 13:e plats på USA:s danslista. Rapparen Dirtbag medverkar även på spåret.
Videon för singeln är samma som för "Knock, Knock".

## Listor
| Lista (2003)                                           | Topp position |
| ------------------------------------------------------ | ------------- |
| Tysklands Black Chart                                  | 11            |
| Amerikanska Billboard Hot Dance Music/Club Play        | 13            |
| Amerikanska Billboard Hot R&B/Hip-Hop Singles & Tracks | 103           |
| Amerikanska Billboard Rhythmic Top 40                  | 31            |